# 俄裔美国人
俄裔美国人，指祖先为俄罗斯人的美国人。俄裔美国人人口为3,163,084（截至2009年），占美国总人口的1.0%；其中409,000人生于俄罗斯。
俄裔美國人是美國人，此族裔的血統可以追溯到俄羅斯聯邦、蘇聯或俄羅斯帝國；因此，「俄羅斯」並不一定單指指東斯拉夫民族俄羅斯人一支，而是可以廣泛指稱所有祖先來自這些國家的各民族移民。該定義可以指稱近年來到美國的俄羅斯移民，也可以指稱19世紀在北美洲西北部的俄羅斯定居者。
在俄羅斯帝國於19世紀中葉將俄屬北美（今阿拉斯加州大部分）出售給美國之後，為逃避國內宗教迫害，大量俄羅斯移民開始在美國定居，這其中就包括了猶太裔俄羅斯人和精神基督徒；這些群體主要定居在沿海城市，包括東海岸的紐約市布魯克林區、西海岸的洛杉磯、舊金山和俄勒岡州的波特蘭。
蘇聯時期，因美蘇政治敵對，俄裔移民人數極大受限，此情況直至1990年代蘇聯放寬乃至於解體後取消限制才開始消退，而移民到美國的人數則開始呈指數增長。
在美國的幾個主要大城，許多起源於蘇聯和俄羅斯帝國的族群（如猶太裔美國人、亞美尼亞裔美國人、白羅斯裔美國人、喬治亞裔美國人、烏克蘭裔美國人和烏茲別克裔美國人等）都將自我族裔認同定義為俄裔美國人。此外，部分脫離東部天主教徒並皈依東正教的盧森尼亞裔美國人（先祖多來自中歐或羅馬尼亞）也將自身定義為俄裔美國人。

## 俄属北美（1733-1867）
今天是美國阿拉斯加州的領土由俄羅斯人定居，由俄羅斯帝國控制；俄羅斯移民不僅包括俄羅斯民族，還包括俄羅斯化的烏克蘭人，俄羅斯化的羅馬尼亞人（來自Bessarabia）和西伯利亞人，包括尤比克，蒙古人，楚科奇，科里亞克，伊特爾曼斯和阿伊努人。俄羅斯美國公司的最南端的職位是羅斯堡（Fort Ross），由舊金山以北50英里處的伊万•庫斯科夫（Ivan Kuskov）於1812年建立，作為農業補給俄羅斯基地。它是俄美公司的一部分，由四個哨所組成，包括博德加灣，俄羅斯河和法拉隆群島。與新西班牙政府從未達成過既定協議，這在兩國之間造成了極大的緊張關係。西班牙聲稱該土地尚未在那建立殖民地。但是由於裝備精良的俄羅斯要塞，西班牙無法撤出居住在那裡的俄國人。沒有俄國人的好客，西班牙的殖民地將被廢棄，因為當西班牙補給船在南美海岸附近的一場大風暴中沉沒時，他們的補給丟失了。後墨西哥的獨立性，緊張局勢降低，與新政府成立貿易墨西哥加利福尼亞。
由於高昂的運輸成本和動物種群的減少，俄羅斯美洲不是一個有利可圖的殖民地。1867年被美國購買後，大多數俄羅斯定居者回到俄羅斯，但其中一些人在阿拉斯加南部和加利福尼亞州重新定居。其中包括加州淘金熱的第一批礦工和商人。[ 需要引用 ]來自俄羅斯帝國的俄羅斯移民的所有後裔，包括混血和阿拉斯加人的部分血統，完全融入了美國社會。今天，阿拉斯加的大多數俄國人都是蘇聯移民的後裔，他們是在蘇聯時代之前，期間和/或之後出現的。名為尼古拉耶夫斯克的阿拉斯加鎮人口的2/3 是這些來自1960年代的俄羅斯新移民的後代。

## 第一波（1870–1915）
自1862年頒布《宅基法》之後，第一次從歐洲所有地區大規模移民到美國是在19世紀末。儘管有些移民發生得較早-最著名的例子是1856年移民並在南北戰爭期間成為美國陸軍準將的伊凡·圖爾恰尼諾夫（Ivan Turchaninov），但在19世紀最後十年中，有數百萬人前往了新世界，其中有些是出於政治目的原因，一些是出於經濟原因，而有些則是兩者結合的原因。在1820年至1870年之間，只有7,550名俄羅斯人移民到美國，但從1881年開始，每年的移民率超過10,000：1891–1900年的593,700、1901–1910的160萬，1911-1914的868,000和1915-1917的43,000 。[12]
在此期間移民的最傑出的俄羅斯團體是自稱是俄羅斯人的奧地利-匈牙利的喀爾巴索-魯辛斯，以及從帝國俄羅斯尋求免於宗教迫害的那些團體。後者包括俄羅斯猶太人，他們逃離了亞歷山大三世（Alexander III）在1881–1882年的大屠殺，亞歷山大三世移居紐約市和其他沿海城市。被視為異教徒的精神基督教徒，主要在美國西部的洛杉磯，舊金山[12] [13]和俄勒岡州的波特蘭市定居；[14]兩組Shtundists誰搬到弗吉尼亞州和北達科他州，[12]而且大多與1874年和1880講德語的再洗禮派，俄羅斯門諾教派和哈特，誰離開了俄羅斯帝國和主要居住在堪薩斯州（門諾教派），在達科他領地，和蒙大拿州（哈特萊特）。最終在1908–1910年，受信徒精神分裂困擾的老信徒們成群結隊來到加利福尼亞州，俄勒岡州（特別是威拉米特山谷地區），[14] 賓夕法尼亞州和紐約。[12]這一浪潮的移民包括美國歌曲創作傳奇人物歐文·柏林（ Irving Berlin）和頗具影響力的加利福尼亞釀酒師安德烈·切里奇切夫（AndréTchelistcheff）。第一次世界大戰對俄羅斯造成沉重打擊。在1914年至1918年之間，俄國社會各個角落的飢餓和貧困加劇，不久，許多俄國人對戰爭的目的和政府的能力提出了質疑。戰爭加劇了反猶太情緒。猶太人被指控不忠，並被驅逐出戰區及其附近地區。此外，俄羅斯與奧地利和德國之間的大部分戰鬥發生在俄羅斯西部的猶太人定居點。第一次世界大戰使500萬俄羅斯猶太人流連忘返。[15]由於第一次世界大戰的動盪，在1914年至1917年之間，移民人數減少了。但是在戰爭之後，成千上萬的猶太人開始再次離開歐洲和俄羅斯，前往美國，以色列和其他希望開始新生活的國家。

## 第二波（1916–1922）
十月革命和俄國內戰之後，在1917年至1922年的短時間內，大量俄羅斯人移民。這個群體被統稱為白人移民。美國是這些移民的第三大目的地，僅次於法國和塞爾維亞。[ 引證需要 ]這個波通常被稱為第一波，討論蘇聯時期移民時。在頭俄國臨時政府，亞歷山大克倫斯基，是那些移民的國家。
由於移民屬於俄羅斯帝國的上層階級，因此他們為美國的科學和文化做出了重大貢獻。發明家弗拉基米爾Zworykin，通常被稱為“電視之父”，亞歷山大·M·波尼亞夫，的創始人Ampex公司，和亞歷山大·洛迪金，帶著這股浪潮。隨著Igor Sikorsky（發明了直升機和Aerosan），Vladimir Yourkevitch和Alexander Procofieff de Seversky等發明者的到來，美軍受益匪淺。謝爾蓋·拉赫瑪尼諾夫（Sergei Rachmaninoff）和伊戈爾·斯特拉文斯基（Igor Stravinsky）被許多人認為是美國有史以來最偉大的作曲家之一。小說家弗拉基米爾·納博科夫（Vladimir Nabokov），小提琴家賈沙·海菲茲（Jasha Heifetz）和演員尤爾· 布林納（Yul Brynner）在此期間也離開了俄羅斯。
與第一波和第二波一樣，如果白人移民離開俄羅斯到任何國家，即使他們後來移居到包括美國在內的另一個國家，他們仍被視為第一波或第二波。沒有“嚴格的”年份界限，但是有一個更好地了解時間段的準則。因此，1917-1922年是一個準則。有些俄羅斯人被認為是第二波，即使他們在1922年後到1948年到達也是如此。

## 蘇聯時代（1922-1991）
在蘇聯時代，移民是被禁止的，並且僅限於出於政治原因移民到美利堅合眾國和其他西方集團國家的叛逃者和異見人士。有些人逃離了共產主義政權，例如1925年的弗拉基米爾·霍洛維茨（Vladimir Horowitz）或1926 年的艾恩·蘭德（Ayn Rand），或者被驅逐出境，例如1972年的約瑟夫·布羅德斯基（Joseph Brodsky）或1974年的亞歷山大·索爾仁尼琴（Aleksandr Solzhenitsyn），一些人本身就是共產主義者，並害怕受到起訴，諸如此類。為NKVD手術亞歷山大·奧爾洛夫誰在1938年躲過了淨化[17]或Svetlana Alliluyeva是約瑟夫·斯大林（Joseph Stalin）的女兒，他於1967年離開美國。一些外交官和軍事人員背叛了自己的知識，例如飛行員1976年的維克托·別連科（Viktor Belenko）和1989 年的亞歷山大·祖耶夫（Aleksandr Zuyev）。
在1970年國際社會譴責蘇聯對Dymshits-Kuznetsov劫機事件的反應後，蘇聯暫時放寬了對猶太移民的移民限制，這使近25萬人得以離開該國，[18]逃脫了秘密的反猶太主義。有些人去了以色列，尤其是剛開始的時候，但是大多數人選擇了美國作為目的地，在那裡他們獲得了政治難民的地位。這種情況持續了大約十年，直到1980年代初期。谷歌聯合創始人謝爾蓋·布林（Sergey Brin）的家庭屬於移民，該家庭於1979年移居美國，理由是猶太人後裔無法從事高級科學職業。[ 需要引用]
慢勃列日涅夫停滯在20世紀70年代的戈爾巴喬夫的下列政治改革自1980年代中期促使美國，在那裡的藝術家和運動員叛逃或合法移民到美國，以促進他們的職業生涯增加經濟移民：芭蕾明星米哈伊爾 1974年的巴里什尼科夫（Baryshnikov）和1979 年的亞歷山大·戈杜諾夫（Alexander Godunov），1981 年的作曲家馬克西姆·肖斯塔科維奇（Maxim Shostakovich），1989年的曲棍球明星亞歷山大·莫吉爾尼（Alexander Mogilny）和1990年的整個俄羅斯五人，1990年的體操運動員弗拉基米爾·阿特莫夫（Vladimir Artemov），1987 年的華麗金屬樂隊高爾基公園（Gorky Park）等。

## 後蘇聯時代（1991年至今）
隨著perestroika的出現，大規模的猶太移民於1987年重新開始。這一數字急劇增長，導緻美國從1989年10月1日開始禁止以以色列簽證從蘇聯移民的人。以色列從1989年初開始拒絕發送簽證邀請。聲稱技術困難。之後，大部分猶太人移民到了以色列，在接下來的十年中接近一百萬人。那些可以要求家庭團聚的人可以申請美國直接簽證，並在1990年代初仍獲得政治難民身份。1990年，前蘇聯公民有50,716人獲得政治難民地位，1991年為38,661，1992年為61,298，1993年為48,627，1994年為43,470，1995年為35,716 到2003年，這一趨勢穩定下降至低至1,394名難民。歷史上第一次，俄羅斯人成為非法移民到美國的重要組成部分。
隨著1991年蘇聯解體以及隨後向自由市場經濟的過渡，出現了惡性通貨膨脹和1990年代的一系列政治和經濟危機，最終導致1998年的金融危機。到1993年中，有39％至49％的俄羅斯人生活在貧困中，與蘇聯後期的1.5％相比，這一數字急劇增加。這種動盪和慘淡的結果引發了政治和經濟移民的新一波新浪潮，而主要目標之一成為美國，美國在1995-2001 年經歷了前所未有的股市繁榮。
在1991-2001年移民潮中，值得注意的一部分是由科學家和工程師組成，他們面臨著國內極差的就業市場，加上政府不願根據通貨膨脹率編制固定工資指數，甚至不願按時支付工資，左在國外追求事業。這與美國高科技產業的激增相吻合，產生了強大的人才外流效應。根據國家科學基金會的資料，2003年有20,000名俄羅斯科學家在美國工作，而2002年，俄羅斯軟件工程師負責Microsoft產品的30％。在美國，熟練的專業人員通常要求的工資要比俄羅斯高得多。具有大學學歷的俄羅斯移民人數高於美國本地人和其他外國出生的群體。
51％的合法俄羅斯移民從美國公民的直系親屬獲得永久居留權，20％從多樣性彩票獲得永久居留權，18％通過就業獲得，6％由家庭擔保，5％為難民和尋求庇護者。
蘇聯是一個體育帝國，許多傑出的俄羅斯運動員因在美國的技能而倍受讚譽和回報。例如亞歷山大·奧維奇金（Alexander Ovechkin），亞歷山大·沃爾奇科夫（Alexandre Volchkov）和安德烈·基里連科（Andrei Kirilenko）。納斯蒂亞·劉金（Nastia Liukin）出生於莫斯科，但與父母一同來到美國，並在美國成為體操冠軍。瑪麗亞·莎拉波娃（Maria Sharapova）七歲時就移居美國。
截至目前，俄羅斯裔在美國總人口排名第19位，在歐洲裔美國人人口排名第11位。

## 著名的社區
俄羅斯血統
比例最高的社區擁有俄羅斯血統比例最高的美國頂級社區是：[33]
阿拉斯加福克斯河 80.9％[34]
阿拉斯加州阿列涅娃 72.5％[35]
阿拉斯加尼古拉耶夫斯克 67.5％[36]
馬里蘭州派克斯維爾 19.30％
紐約州羅斯林村18.60％
紐約惠普港 18.40％
紐約東山 18.00％
北達科他州維舍克 17.40％
南達科他州尤里卡 17.30％
俄亥俄州比奇伍德 16.80％
賓夕法尼亞州賓夕法尼亞州韋恩 16.70％
紐約州肯辛頓和賓夕法尼亞州梅菲爾德 16.20％
北達科他州拿破崙 15.80％
在俄羅斯出生的居民
最多的美國社區在俄羅斯出生的居民最多的美國社區是：[37]
特拉華州米爾維爾 8.5％
緬因州南溫德姆 7.8％
密歇根州南鷗湖 7.6％
俄亥俄州洛夫蘭公園 6.8％
康涅狄格州Terramuggus 4.7％
馬薩諸塞州哈里奇港 4.6％
華盛頓華盛頓大草原（Brush Prairie） 4.5％
賓夕法尼亞州費斯特維爾 4.4％
華盛頓科爾維爾 4.4％
俄亥俄州梅菲爾德 4.0％
德克薩斯州塞倫納達 4.0％
華盛頓果園 3.6％
華盛頓州萊文沃思 3.4％
除了布魯克林布萊頓海灘等定居點外，俄裔美國人也集中在新澤西州卑爾根縣。皇后區 ; 史泰登島 ; 阿拉斯加的安克雷奇；巴爾的摩 ; 波士頓 ; 布朗克斯 ; 布魯克林的其他地區; 芝加哥 ; 克利夫蘭 ; 底特律 ; 洛杉磯 ; 比佛利山莊 ; 邁阿密 ; 密爾沃基 ; 明尼阿波利斯 ; 棕櫚灘 ; 休斯頓 ;達拉斯 ; 奧蘭多 ; 費城 ; 匹茲堡 ; 俄勒岡州波特蘭；[38] 薩克拉曼多；舊金山 ; 羅利和研究三角區 北卡羅萊納州和西雅圖。2002年，AmBAR成立，旨在幫助加利福尼亞州帕洛阿爾託的Russophone社區。

## 另見
- 俄美公司 殖民時代的承包本地政府工作的企業